# Lutan Fyah

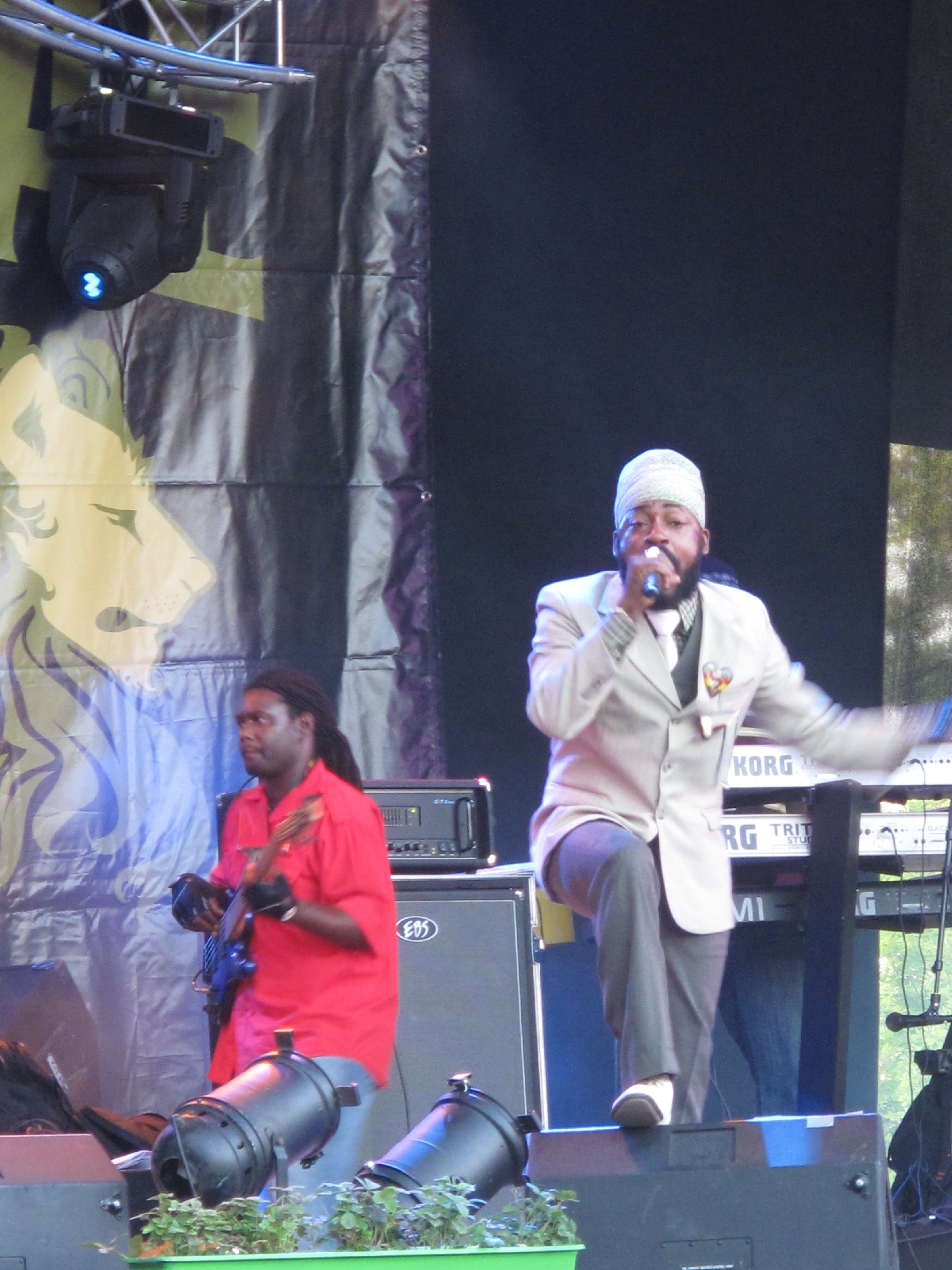
Lutan Fyah 2009 beim Uppsala Reggae Festival in Schweden

Lutan Fyah (eigentlich: Anthony Martin; * Saint Catherine Parish, Jamaika) ist ein jamaikanischer Reggae-Musiker.

## Leben und Karriere
Er verbrachte seine Jugend in Thomson Pen in St. Catherine. Sein Großvater war Betreiber eines Sound Systems und so wuchs Anthony Martin in einer musikalischen Umgebung auf. In seinem Elternhaus waren des Öfteren bekannte Künstler wie Lieutenant Stitchie, Papa San, Lady G und auch der legendäre Dennis Brown zu Gast. Schon als Jugendlicher strebte er eine Musikerkarriere an, war gleichzeitig aber auch ein ambitionierter Fußballspieler. Nach Abschluss der St. Andrew Technical High School wurde er zunächst Profi-Fußballer und spielte für Hazard United und den Constant Spring F.C. in der National Premier League, der jamaikanischen ersten Liga, bevor er 1999 die Mittelfeldspieler-Karriere zugunsten der Musik aufgab.
Nach einem erfolgreichen Vorsingen arbeitete Lutan Fyah häufiger mit Buju Bantons Musiklabel Gargamel Records zusammen, nahm dort einige Songs auf, arbeitete gleichzeitig aber auch unabhängig davon mit anderen Produzenten. Im Jahr 2001 lernte er bei Studioaufnahmen Jah Mason kennen, der anbot, dass Lutan Fyah ihn als Support auf seiner internationalen Tournee begleiten könne. Durch diese Zusammenarbeit machte Lutan Fyah in Jamaika auf sich aufmerksam und hatte erste Auftritte in den USA und in Europa. Sein erstes Solo-Album, Dem No Know Demself, erschien 2004 beim Label Minor7Flat5. Weitere Alben waren Time and Place (2005) sowie Phantom War und Healthy Lifestyle (beide 2006). Zu seinen erfolgreichsten Songs gehören Rasta Still Deh Bout (mit Josie Mel), Save The Juvenile, St Jago De La Vega und Falling For You.
Lutan Fyah ist nicht nur Sänger, er spielt auch diverse Instrumente (Gitarre, Keyboard u. a.) und schreibt die meisten seiner Songs selbst. Seine Musik ist stilistisch am Roots orientiert, er pflegt dabei seinen eigenen Gesangs- und Textstil und beschränkt sich – obwohl er seit der High School gläubiger Bobo Ashanti Rasta ist – textlich nicht auf spirituelle und sonstige typische Reggae-Themen, sondern singt über alles, was ihn inspiriert.

## Diskografie (Auswahl)
- Dem No Know Demself (2005, Minor7Flat5)
- Time and Place (2005, Lustre Kings Productions)
- Phantom War (2006, Greensleeves Records)
- Healthy Lifestyle (2006, VP Records)
- You Bring Blessing (2006, Cousins)
- Africa (2008, 2B1)
- African Be Proud (2009, Rastar)
- King's Son (2009, In the Streetz)